# Ampulla

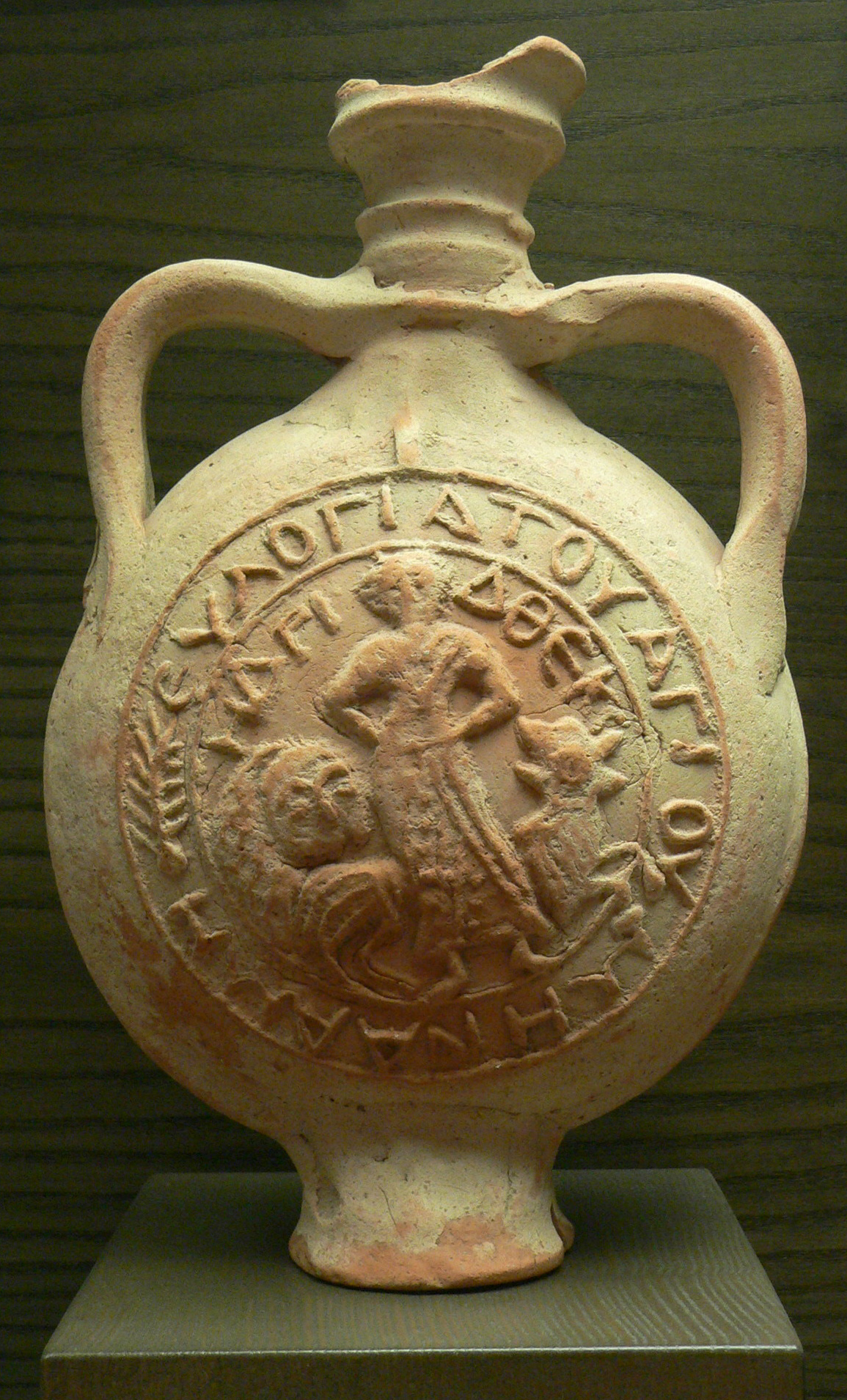
Ampulla i terracotta från 500-talet tillägnad helgonen Menas och Thekla (Louvren, Paris.)

Ampulla (latin: diminutiv av amphora, grekiska αμφορέας, jämför amfora; bokstavligen "liten flaska", jämför ampull) är ett lerkärl med formen av en flaska. 
En ampulla har två handtag. I ampullan förvarades vin och vatten för nattvarden eller helig olja, det vill säga olja vilken hade tillåtits flyta i en sarkofag innehållande helgonreliker. Historiskt tog kristna europeiska pilgrimer med sig tillbaka olja från det Heliga landet eller andra vallfärdsorter. I staden Monza i Italien finns en större ampullasamling. Vid smörjelsen av de franska kungar som kröntes i Reims användes en ampulla, vilken en fågel enligt traditionen tagit med från himlen vid kung Klodvig I:s dop år 496.

## Anatomi
Inom anatomin betecknar ampulla en flask- eller säcklik utvidgning av en gång eller kärl. Exempelvis den utvidgade delen av en båggång.